# Ursula Knigge
Ursula Knigge (* 19. November 1930 in Bremen; † 12. September 2010 ebenda) war eine deutsche Klassische Archäologin.
Ursula Knigge, aus einer Konditorenfamilie stammend, besuchte das Gymnasium  in Bremen, das sie jedoch noch vor dem Abitur verließ. Sie besuchte die Photographenschule in München. Anschließend arbeitete sie zunächst in einem Fotoatelier in Rom, bevor sie 1959 unter Dieter Ohly Fotografin der Kerameikos-Grabung des Deutschen Archäologischen Instituts in Athen wurde. Sie holte das Abitur nach und studierte Klassische Archäologie in München und Tübingen. 1963 wurde sie in München bei Ernst Homann-Wedeking promoviert. Seit 1963 arbeitete sie unter Franz Willemsen als wissenschaftliche Mitarbeiterin der Kerameikos-Grabung in Athen. Von 1975 bis zu ihrer Pensionierung 1995 war sie deren Leiterin.